# Mylène d'Anjou
Mylène Marie d'Anjou (Hoogvliet, 20 januari 1966) is een Nederlands actrice, musicalactrice en cabaretière.

## Levensloop
D'Anjou volgde na de IVO-mavo in Rotterdam zangles bij onder anderen Karin Bloemen en het Rotterdams Conservatorium. Nadien vertrok zij naar New York en kreeg ze zangles van Joe Chamberlain. In Londen volgde ze acteerlessen aan The Webber Douglas Academy of Dramatic Art. In het seizoen 1990-1991 trad ze op in het Cabaret Pappenheim, samen met Peter Lusse en Bas Odijk. Ook speelde ze in de film How to survive a broken heart van Paul Ruven.
Een seizoen later stond ze met het Noord Nederlands Toneel in het toneelstuk De ingebeelde ziekte. In 1993 speelde ze in de lunchvoorstelling Wilt u zitten? Ik kan staan!. Tussen 1993 en 1995 speelde ze met het Ro Theater in de jeugdvoorstellingen Pinocchio en Heksen. Ook werkte ze mee aan diverse bedrijfsfilms.
Hierna begon d'Anjou haar eigen cabaretshow te schrijven. In de zomer van 2002 presenteerde zij tevens het KRO-televisieprogramma Terrazzo. 
In 2008 stond ze bijna dagelijks in Ciske de Rat, de musical van Joop van den Ende. Hierin speelde ze de rol van tante Jans.

## Werk

### Theater
- 1996: Plat
- 1990-1991: Winnetou's Testamentina (Cabaret Pappenheim)
- 1991-1992: De ingebeelde ziekte (Noord Nederlands Toneel)
- 1992-1993: Wilt u zitten? Ik kan staan!
- 1993-1994: Pinocchio (Ro Theater)
- 1994-1995: Heksen (Ro Theater)
- 1995: Klem (eigen solovoorstelling)
- 1996: Platina (eigen solovoorstelling)
- 1998-2000: Hemelse Mother (eigen solovoorstelling)
- 2000-2001: Stuk
- 2001-2002: Tijgerin op sloffen
- 2003-2004: Star (solovoorstelling)
- 2004-2005: Los (solovoorstelling)
- 2005-2006: Zing-vecht-huil-bid-lach-werk en bewonder
- 2006-2008: Niet van gisteren
- 2008: The World Goes Round
- 2008: Ciske de Rat (Tante Jans)
- 2009-2010: Mamma Mia! (Roos)
- 2011: Herinnert U zich deze nog?! (Tineke de Nooij)
- 2012: Groenendijk & d'Anjou doen een duet (met Richard Groenendijk op het theaterhuiskamerfestival Texel)
- 2012: Wordt u al geholpen?
- 2013: Hufterproof (solovoorstelling)
- 2013-2014: Powervrouwen
- 2014: De Vagina Monologen
- 2014: Van Nes en Dan'jou, zingend de nacht in (met Anouk van Nes op het theaterhuiskamerfestival Texel)
- 2015: Grease (Miss Lynch & Wilma)
- 2018: Le Roux & d'Anjou - Echte Liefde
- 2018-2019: The Addams Family (Ellis Beineke)
- 2019-2020: Verliefd op Ibiza de musical (Irma)
- 2023: Melk: een motherfokking musical
- 2023-2024: Mees Kees op kamp (musical)
- 2024-2025: Sister Act (musical)

### Televisie
- 1990: Mag het iets meer zijn? - Roos Kleerekoper (Teleac)
- 1995: Sam Sam - Verpleegster (afl. Blufpoker)
- 2005: Vals Plat
- 2005: Het schoolplein, vaste rol (NPS)
- 2009: Gebak van Krul (Karin)
- 2011: Goede tijden, slechte tijden (Jet Huisman)
- 2012: Hoe overleef ik? (Groningse overbuurvrouw)
- 2012: Komt een man bij de dokter (SBS6)
- 2014: Flikken Maastricht (Tros) Gastrol: verkoopster Betty van Gerwen
- 2021: De Slet van 6VWO (Avrotros) Bijrol: Mevrouw Diepeveen
- 2023: Jul & Julia, Het grote Sinterklaasavontuur: Marijke

### Film
- 2012: Schuld een roadmovie naar andermans geluk, Marie (short)
- 2012: Het bombardement, onbekend
- 2011: Vergezicht, Marie
- 2001: Down, vrouw die zwanger is #3
- 1991: How to Survive a Broken Heart

### Overig
- 2019: genomineerd in de categorie beste vrouwelijke bijrol voor haar rol als Alice Beineke in de musical The Addams Family
- 2012: Jurylid Amsterdams kleinkunst festival
- Presenteerde een zomer lang het programma Terezzo met Richard Groenendijk bij de KRO